# Associazione Sportiva Trapani 1974-1975
Questa pagina raccoglie i dati riguardanti il Trapani Calcio nelle competizioni ufficiali della stagione 1974-1975.

## Stagione
Nella stagione 1974-1975 l'Associazione Sportiva Trapani disputò il campionato di Serie C, raggiungendo il 14º posto.

## Divise
I colori sociali dell'Associazione Sportiva Trapani sono il granata ed il bianco.
| Casa | Trasferta |

## Rosa
| N. |                   | Ruolo | Calciatore            |
| -- | ----------------- | ----- | --------------------- |
| 1  | Italia (bandiera) | P     | Vincenzo Tortora      |
|    | Italia (bandiera) | P     | Rosario Amato         |
|    | Italia (bandiera) | D     | Vincenzo De Francisci |
|    | Italia (bandiera) | D     | Natale Picano         |
|    | Italia (bandiera) | D     | Roberto Bicchierai    |
|    | Italia (bandiera) | D     | Sebastiano Schiavo    |
|    | Italia (bandiera) | D     | Rosario Facciorusso   |
|    | Italia (bandiera) | D     | Armando Rizzo         |
|    | Italia (bandiera) | D     | Antonino Arcoleo      |

| N. |                   | Ruolo | Calciatore           |
| -- | ----------------- | ----- | -------------------- |
|    | Italia (bandiera) | C     | Carmelo Mastai       |
|    | Italia (bandiera) | C     | Francesco Casisa     |
|    | Italia (bandiera) | C     | Rocco D'Aiello       |
|    | Italia (bandiera) | C     | Giovanni Bonetti     |
|    | Italia (bandiera) | C     | Mario Gabriele       |
|    | Italia (bandiera) | A     | Corrado Fragasso     |
|    | Italia (bandiera) | A     | Enrico Ferrari       |
|    | Italia (bandiera) | A     | Enzo Galletti        |
|    | Italia (bandiera) | A     | Bernardo Pescosolido |
|    | Italia (bandiera) | A     | Giuseppe Todaro      |

## Calciomercato
| Arrivi | Arrivi              | Arrivi       | Arrivi |
| R.     | Nome                | da           |        |
| ------ | ------------------- | ------------ | ------ |
| D      | Vincenzo Arcoleo    | Stella Maris |        |
| A      | Ivo Banella         | Roma         |        |
| C      | Valerio Bertoldo    | ALMAS        |        |
| C      | Roberto Biccherai   | Latina       |        |
| D      | Rosario Facciorusso | Barletta     |        |
| A      | Enrico Ferrari      | Pescara      |        |
| A      | Enzo Galletti       | OMI Roma     |        |
| D      | Armando Rizzo       | Vittoria     |        |
| D      | Sebastiano Schiavo  | Siracusa     |        |
| C      | Vincenzo Tortora    | Potenza      |        |

## Risultati

### Campionato

#### Girone di andata
| Trapani 15 settembre 1974, ore 15:30 UTC+1 1ª giornata | Trapani   | 1 – 0 | Sorrento | Stadio Polisportivo Provinciale |
| \| \| \| \| \| Fragasso 52’ \| Marcatori \| \|         |           |       |          |                                 |
|                                                        |           |       |          |                                 |
| Fragasso 52’                                           | Marcatori |       |          |                                 |

| Bari 22 settembre 1974, ore 15:30 UTC+1 2ª giornata | Bari      | 1 – 0 | Trapani | Stadio della Vittoria |
| \| \| \| \| \| Florio 50’ \| Marcatori \| \|        |           |       |         |                       |
|                                                     |           |       |         |                       |
| Florio 50’                                          | Marcatori |       |         |                       |

| Trapani 29 settembre 1974, ore 15:30 UTC+1 3ª giornata | Trapani   | 1 – 0 | Frosinone | Stadio Polisportivo Provinciale |
| \| \| \| \| \| Fragasso ?’ \| Marcatori \| \|          |           |       |           |                                 |
|                                                        |           |       |           |                                 |
| Fragasso ?’                                            | Marcatori |       |           |                                 |

| Marsala 6 ottobre 1974, ore 15:30 UTC+1 4ª giornata                            | Marsala   | 2 – 1        | Trapani | Stadio Antonino Lombardo Angotta |
| \| \| \| \| \| Laganà 15’ (rig.) Cassarino 74’ \| Marcatori \| 46’ Fragasso \| |           |              |         |                                  |
|                                                                                |           |              |         |                                  |
| Laganà 15’ (rig.) Cassarino 74’                                                | Marcatori | 46’ Fragasso |         |                                  |

| Trapani 13 ottobre 1974, ore 15:30 UTC+1 5ª giornata | Trapani | 0 – 0 | Lecce | Stadio Polisportivo Provinciale |

| Trapani 20 ottobre 1974, ore 15:30 UTC+1 6ª giornata | Trapani | 0 – 0 | Barletta | Stadio Polisportivo Provinciale |

| Genzano di Roma 27 ottobre 1974, ore 15:30 UTC+1 7ª giornata | Cinthia | 0 – 0 | Trapani | Stadio Comunale |

| Trapani 3 novembre 1974, ore 15:30 UTC+1 8ª giornata | Trapani | 0 – 0 | Catania | Stadio Polisportivo Provinciale |

| Siracusa 10 novembre 1974, ore 14:30 UTC+1 9ª giornata | Siracusa  | 0 – 1        | Trapani | Stadio Nicola De Simone |
| \| \| \| \| \| \| Marcatori \| 19’ Fragasso \|         |           |              |         |                         |
|                                                        |           |              |         |                         |
|                                                        | Marcatori | 19’ Fragasso |         |                         |

| Torre del Greco 17 novembre 1974, ore 14:30 UTC+1 10ª giornata                                 | Turris    | 4 – 1        | Trapani | Stadio Amerigo Liguori |
| \| \| \| \| \| Picano 46’ (aut.) La Rocca 48’, 80’ Porcari 67’ \| Marcatori \| 14’ Fragasso \| |           |              |         |                        |
|                                                                                                |           |              |         |                        |
| Picano 46’ (aut.) La Rocca 48’, 80’ Porcari 67’                                                | Marcatori | 14’ Fragasso |         |                        |

| Trapani 24 novembre 1974, ore 14:30 UTC+1 11ª giornata | Trapani   | 0 – 1         | Crotone | Stadio Polisportivo Provinciale |
| \| \| \| \| \| \| Marcatori \| 70’ Gualandri \|        |           |               |         |                                 |
|                                                        |           |               |         |                                 |
|                                                        | Marcatori | 70’ Gualandri |         |                                 |

| Acireale 1º dicembre 1974, ore 14:30 UTC+1 12ª giornata                  | Acireale  | 2 – 1           | Trapani | Stadio Tupparello |
| \| \| \| \| \| Stoppa 23’ Femiano 28’ \| Marcatori \| 38’ Pescosolido \| |           |                 |         |                   |
|                                                                          |           |                 |         |                   |
| Stoppa 23’ Femiano 28’                                                   | Marcatori | 38’ Pescosolido |         |                   |

| Trapani 8 dicembre 1974, ore 14:30 UTC+1 13ª giornata                 | Trapani   | 2 – 0 | Nocerina | Stadio Polisportivo Provinciale |
| \| \| \| \| \| Pescosolido 21’ (rig.) Galletti 53’ \| Marcatori \| \| |           |       |          |                                 |
|                                                                       |           |       |          |                                 |
| Pescosolido 21’ (rig.) Galletti 53’                                   | Marcatori |       |          |                                 |

| Trapani 15 dicembre 1974, ore 15:30 UTC+1 14ª giornata | Trapani | 0 – 0 | Messina | Stadio Polisportivo Provinciale |

| Salerno 22 dicembre 1974, ore 14:30 UTC+1 15ª giornata | Salernitana | 1 – 0 | Trapani | Stadio Vestuti |
| \| \| \| \| \| Chinellato 8’ (rig.) \| Marcatori \| \| |             |       |         |                |
|                                                        |             |       |         |                |
| Chinellato 8’ (rig.)                                   | Marcatori   |       |         |                |

| Trapani 5 gennaio 1975, ore 14:30 UTC+1 16ª giornata         | Trapani   | 2 – 0 | Matera | Stadio Polisportivo Provinciale |
| \| \| \| \| \| Casisa 48’ Pescosolido 81’ \| Marcatori \| \| |           |       |        |                                 |
|                                                              |           |       |        |                                 |
| Casisa 48’ Pescosolido 81’                                   | Marcatori |       |        |                                 |

| Benevento 12 gennaio 1975, ore 14:30 UTC+1 17ª giornata | Benevento | 0 – 0 | Trapani | Stadio Gennaro Meomartini |

| Reggio Calabria 19 gennaio 1975, ore 14:30 UTC+1 18ª giornata   | Reggina   | 2 – 0 | Trapani | Stadio Oreste Granillo |
| \| \| \| \| \| Tivelli 26’ (rig.) Magara 81’ \| Marcatori \| \| |           |       |         |                        |
|                                                                 |           |       |         |                        |
| Tivelli 26’ (rig.) Magara 81’                                   | Marcatori |       |         |                        |

| Trapani 26 gennaio 1975, ore 14:30 UTC+1 19ª giornata                               | Trapani   | 2 – 2                   | Casertana | Stadio Polisportivo Provinciale |
| \| \| \| \| \| Fragasso 52’ Galletti 72’ \| Marcatori \| 28’ Pigozzi 79’ Martina \| |           |                         |           |                                 |
|                                                                                     |           |                         |           |                                 |
| Fragasso 52’ Galletti 72’                                                           | Marcatori | 28’ Pigozzi 79’ Martina |           |                                 |

#### Girone di ritorno
| Sorrento 2 febbraio 1975, ore 14:30 UTC+1 20ª giornata                                                | Sorrento  | 5 – 1       | Trapani | Stadio Italia |
| \| \| \| \| \| Abbondanza 10’, 69’ Loddi 26’ Famiglietti 65’ Petta 72’ \| Marcatori \| 67’ Ferrari \| |           |             |         |               |
| |           |             |         |               |
| Abbondanza 10’, 69’ Loddi 26’ Famiglietti 65’ Petta 72’                                               | Marcatori | 67’ Ferrari |         |               |

| Trapani 9 febbraio 1975, ore 14:30 UTC+1 21ª giornata | Trapani   | 1 – 0 | Bari | Stadio Polisportivo Provinciale |
| \| \| \| \| \| Galletti 52’ \| Marcatori \| \|        |           |       |      |                                 |
|                                                       |           |       |      |                                 |
| Galletti 52’                                          | Marcatori |       |      |                                 |

| Frosinone 16 febbraio 1975, ore 14:30 UTC+1 22ª giornata   | Frosinone | 2 – 0 | Trapani | Stadio Comunale Matusa |
| \| \| \| \| \| Santarelli 8’ Monaco 54’ \| Marcatori \| \| |           |       |         |                        |
|                                                            |           |       |         |                        |
| Santarelli 8’ Monaco 54’                                   | Marcatori |       |         |                        |

| Trapani 23 febbraio 1975, ore 14:30 UTC+1 23ª giornata | Trapani | 0 – 0 | Marsala | Stadio Polisportivo Provinciale |

| Lecce 2 marzo 1975, ore 14:30 UTC+1 24ª giornata | Lecce | 0 – 0 | Trapani | Stadio Via del Mare |

| Barletta 9 marzo 1975, ore 14:30 UTC+1 25ª giornata | Barletta | 0 – 0 | Trapani | Stadio Cosimo Puttilli |

| Trapani 23 marzo 1975, ore 14:30 UTC+1 26ª giornata                              | Trapani   | 2 – 1         | Cynthia | Stadio Polisportivo Provinciale |
| \| \| \| \| \| Bertoldo 47’ Fragasso 70’ (rig.) \| Marcatori \| 83’ Bracchini \| |           |               |         |                                 |
|                                                                                  |           |               |         |                                 |
| Bertoldo 47’ Fragasso 70’ (rig.)                                                 | Marcatori | 83’ Bracchini |         |                                 |

| Catania 30 marzo 1975, ore 14:30 UTC+1 27ª giornata | Catania | 0 – 0 | Trapani | Stadio Cibali |

| Trapani 6 aprile 1975, ore 14:30 UTC+1 28ª giornata | Trapani | 0 – 0 | Siracusa | Stadio Polisportivo Provinciale |

| Trapani 13 aprile 1975, ore 14:30 UTC+1 29ª giornata | Trapani | 0 – 0 | Turris | Stadio Polisportivo Provinciale |

| Crotone 20 aprile 1975, ore 14:30 UTC+1 30ª giornata | Crotone | 0 – 0 | Trapani | Stadio Ezio Scida |

| Trapani 27 aprile 1975, ore 15:30 UTC+1 31ª giornata                      | Trapani   | 3 – 1     | Acireale | Stadio Polisportivo Provinciale |
| \| \| \| \| \| Fragasso 46’ Ferrari 69’, 82’ \| Marcatori \| 70’ Bella \| |           |           |          |                                 |
|                                                                           |           |           |          |                                 |
| Fragasso 46’ Ferrari 69’, 82’                                             | Marcatori | 70’ Bella |          |                                 |

| Nocera Inferiore 4 maggio 1975, ore 14:30 UTC+1 32ª giornata          | Nocerina  | 2 – 1       | Trapani | Stadio San Francesco d'Assisi |
| \| \| \| \| \| Novelli 82’ (rig.), 87’ \| Marcatori \| 36’ Ferrari \| |           |             |         |                               |
|                                                                       |           |             |         |                               |
| Novelli 82’ (rig.), 87’                                               | Marcatori | 36’ Ferrari |         |                               |

| Messina 11 maggio 1975, ore 14:30 UTC+1 33ª giornata          | Messina   | 1 – 1        | Trapani | Stadio Giovanni Celeste |
| \| \| \| \| \| Castronovo 23’ \| Marcatori \| 77’ Fragasso \| |           |              |         |                         |
|                                                               |           |              |         |                         |
| Castronovo 23’                                                | Marcatori | 77’ Fragasso |         |                         |

| Trapani 18 maggio 1975, ore 14:30 UTC+1 34ª giornata     | Trapani   | 2 – 0 | Salernitana | Stadio Polisportivo Provinciale |
| \| \| \| \| \| Ferrari 46’ Casisa 67’ \| Marcatori \| \| |           |       |             |                                 |
|                                                          |           |       |             |                                 |
| Ferrari 46’ Casisa 67’                                   | Marcatori |       |             |                                 |

| Matera 1º giugno 1975, ore 15:30 UTC+1 35ª giornata             | Matera    | 2 – 0 | Trapani | Stadio XXI Settembre - Franco Salerno |
| \| \| \| \| \| Galati 29’ (rig.) Chisena 33’ \| Marcatori \| \| |           |       |         |                                       |
|                                                                 |           |       |         |                                       |
| Galati 29’ (rig.) Chisena 33’                                   | Marcatori |       |         |                                       |

| Trapani 8 giugno 1975, ore 15:30 UTC+1 36ª giornata | Trapani   | 0 – 1         | Benevento | Stadio Polisportivo Provinciale |
| \| \| \| \| \| \| Marcatori \| 84’ Capossela \|     |           |               |           |                                 |
|                                                     |           |               |           |                                 |
|                                                     | Marcatori | 84’ Capossela |           |                                 |

| Trapani 15 giugno 1975, ore 15:30 UTC+1 37ª giornata            | Trapani   | 1 – 1      | Reggina | Stadio Polisportivo Provinciale |
| \| \| \| \| \| Banella 66’ (rig.) \| Marcatori \| 46’ Magara \| |           |            |         |                                 |
|                                                                 |           |            |         |                                 |
| Banella 66’ (rig.)                                              | Marcatori | 46’ Magara |         |                                 |

| Caserta 22 giugno 1975, ore 16:00 UTC+1 38ª giornata          | Casertana | 1 – 1      | Trapani | Stadio Alberto Pinto |
| \| \| \| \| \| Fazzi 27’ (rig.) \| Marcatori \| 4’ Banella \| |           |            |         |                      |
|                                                               |           |            |         |                      |
| Fazzi 27’ (rig.)                                              | Marcatori | 4’ Banella |         |                      |

### Coppa Italia

#### Girone di qualificazione
|           |           | Risultato | Marcatori |
| --------- | --------- | --------- | --------- |
| Marsala   | Trapani   | 0-0       |           |
| Termitana | Trapani   | 1-0       |           |
| Trapani   | Marsala   | 0-0       |           |
| Trapani   | Termitana | 0-0       |           |

| Squadra   | P.ti | G |                                 |
| --------- | ---- | - | ------------------------------- |
| Termitana | 5    | 4 | Qualificata al turno successivo |
| Marsala   | 4    | 4 |                                 |
| Trapani   | 3    | 4 |                                 |

## Statistiche

### Statistiche di squadra
|  |     | Classifica Girone C | Punti | G  | V  | N  | P  | GF | GS |
|  | --- | ------------------- | ----- | -- | -- | -- | -- | -- | -- |
|  | 13. | Casertana           | 35    | 38 | 9  | 17 | 12 | 27 | 30 |
|  | 14. | Trapani             | 35    | 38 | 9  | 17 | 12 | 25 | 32 |
|  | 15. | Crotone             | 35    | 38 | 10 | 15 | 13 | 30 | 43 |

### Statistiche dei giocatori
| Giocatore             | Presenze | Reti |
| --------------------- | -------- | ---- |
| Rosario Amato         | 14       | 0    |
| Antonino Arcoleo      | 4        | 0    |
| Ivo Banella           | 15       | 2    |
| Valerio Bertoldo      | 13       | 1    |
| Roberto Biccherai     | 36       | 0    |
| Giovanni Bonetti      | 30       | 0    |
| Francesco Casisa      | 31       | 2    |
| Rocco D'Aiello        | 20       | 0    |
| Vincenzo De Francisci | 37       | 0    |
| Rosario Facciorusso   | 32       | 0    |
| Enrico Ferrari        | 22       | 5    |
| Corrado Fragasso      | 39       | 9    |
| Mario Gabriele        | 4        | 0    |
| Enzo Galletti         | 20       | 3    |
| Carmelo Mastai        | 6        | 0    |
| Bernardo Pescosolido  | 18       | 3    |
| Natale Picano         | 38       | 0    |
| Armando Rizzo         | 9        | 0    |
| Sebastiano Schiavo    | 33       | 0    |
| Giuseppe Todaro       | 2        | 0    |
| Vincenzo Tortora      | 24       | 0    |